# Krigsåret 1913

## Pågående krig
- Andra balkankriget (1913)[1]

- Filippinsk-amerikanska kriget (1898-1913)

- Första balkankriget (1912-1913)[2]

- Mexikanska revolutionen (1910-1917)

## Händelser

### Februari
- 13 Står ett blodigt slag vid Bulair mellan bulgarer och turkar.[3]
- 19 - Efter en tids inre oroligheter i Mexiko avgår presidenten Francisco Madero och efterträds av Victoriano Huerta som interimspresident.[3]
- 23 - Mexikos avsatte president Francisco Madero och vicepresidenten Suarez mördas.[3]

### Mars
- 6 - Janina intas av grekerna.[3]
- 18 - Georg I av Grekland mördas av en anarkist vid sitt intåg Thessaloníki.
- 26 - Adrianopel kapitulerar.[4]

### April
- 14 - Vapenvila ingås mellan de krigförande makterna på Balkan.[4]
- 22 - Efter ett halvt års belägring intas Skutari av montenegrinska och serbiska trupper.[4]

### Maj
- 2 - Montenegro förklarar Skutari annekterat och upphöjer staden till sin huvudstad.[3]
- 14 - Montenegro ger efter för internationella påtryckningar och överlämnar Skutari till Stormakterna.[3]
- 30 - Första Balkankriget avslutas med en seger för Balkanförbundet över det Osmanska riket i och med att ett preliminärt fredsavatal undertecknas.[3]

### Juni
- 17 - Bulgarien anfaller Serbien och Grekland; andra Balkankriget.
- 22 - Osmanska trupper anfaller bulgariska ställningar vid Edirne och erövrar staden.

### Juli
- 2 - Slaget vid Istip, båda sidor drabbas av svåra förluster.[4]
- 10 - Serbien besegrar Bulgarien på Sejecarfronten. Grekerna besätter staden Serres. De första rumänska trupperna går över Donau mot bulgarerna.[3]
- 11 - Rumänien förklarar Bulgarien krig.[4]
- 13 - Rumänien besätter Silistria.[3]
- 13 - Turkiet bryter preliminärfreden av den 30 maj med Bulgarien och besätter linjen Enos-Midia.[3]
- 16 - Revolution utbryter i södra Kina.[3]
- 22 - Adrianopel återerövras av Turkiet.[4]
- 22 - Vid en fredskonferens i Bukarest belutas om 5 dagars vapenvila.[4]

### Augusti
- 10 - Fredsavtal sluts i Bukarest, vilket avslutar andra Balkankriget för Rumäniens och Serbiens del; Bulgarien avstår landområden.

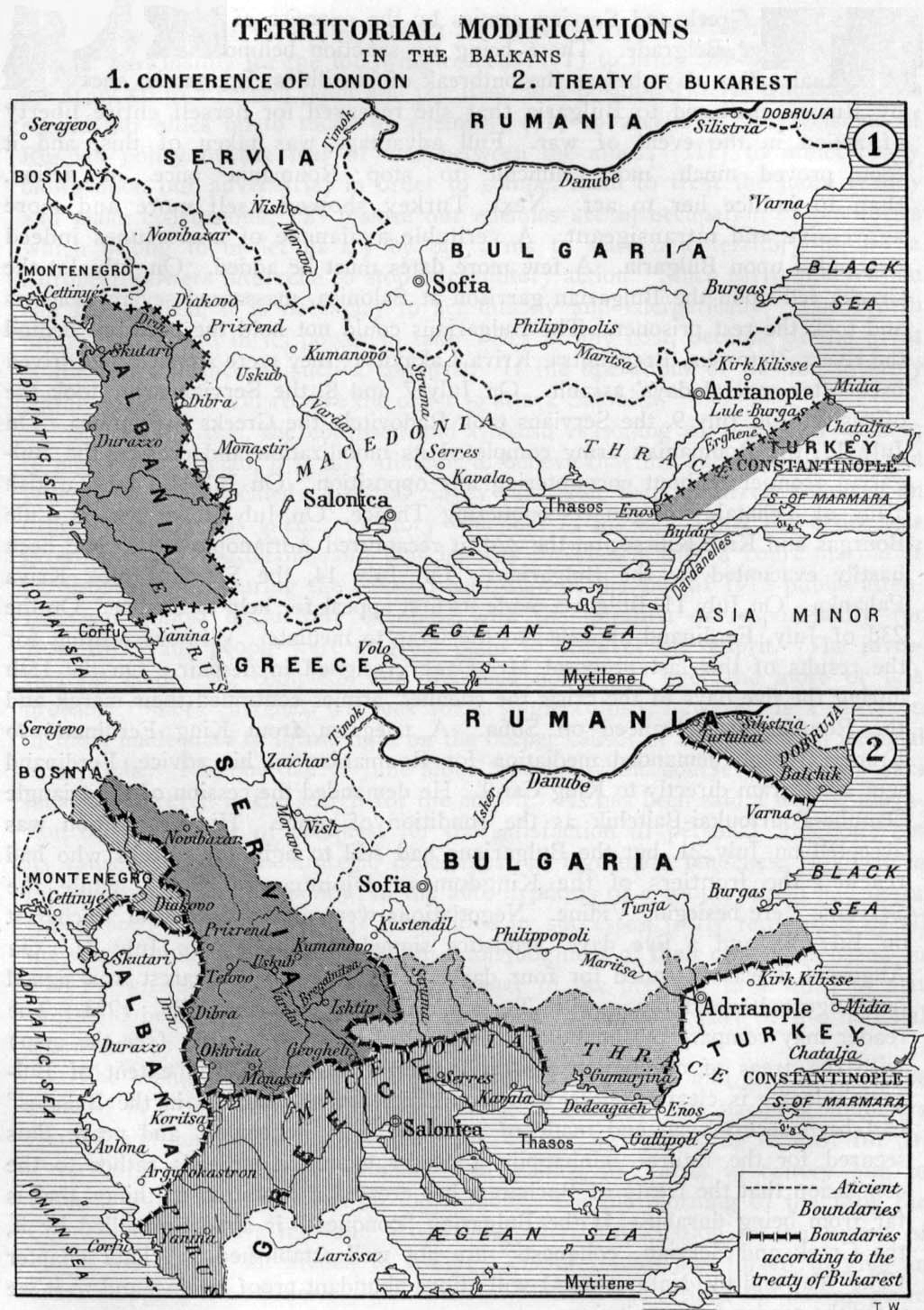
Territoriella förändringar i och med freden i Bukarest, efter andra Balkankrigets slut.

### November
- 14 - Fredsavtal sluts i Aten, vilket avslutar andra Balkankriget för Greklands del.
- 29 - Fredsavtal sluts i Konstantinopel, vilket avslutar  andra Balkankriget för Osmanska rikets del.

### Fotnoter
1. ↑  ”Chronological List of All Wars”. Arkiverad från originalet den 9 oktober 2014. https://web.archive.org/web/20141009082543/http://www.correlatesofwar.org/COW2%20Data/WarData_NEW/WarList_NEW.pdf. Läst 29 juni 2011.
2. ↑  ”World Statesmen”. http://www.worldstatesmen.org/WARS.html. Läst 28 juni 2011.
3. 1 2 3 4 5 6 7 8 9 10 11  Almanack för alla 1917
4. 1 2 3 4 5 6 7  Svenska kalendern 1914